# Остеопатія
Остеопатія (від др.грецької όστέον — кістка+πάθος — хвороба, захворювання) — система альтернативної медицини. Остеопатію вирізняє перш за все системний підхід до людського тіла, його сприйняття як єдиного цілого. Порушення структурно-анатомічних співвідношень між органами та частинами тіла, в остеопатії вважаються першопричинами більшості захворювань. [1]
Остеопатія та остеопатична медицина — це терміни, які часто замінюють один одного. Ними позначаються філософія та система альтернативних медичних практик, які вперше було запропоновано Е. Т. Стілом (Доктор медицини) у 1874 році. Люди, які їх застосовують, називаються остеопатами. Принципи остеопатичної медицини передбачають взаємний зв'язок між структурою та функцією тіла та визнають здатність тіла до самозцілення. Роль остеопата — полегшити цей процес. [2]
Американська Асоціація Остеопатії рекомендує використовувати поняття «лікар-остеопат» та «остеопатична медицина», щоб відрізняти людей, які отримали підготовку з «Американської Остеопатії» та отримали ступінь Доктора остеопатичної медицини (цей ступінь прирівнюється до ступеня «Доктор медицини») і які займаються загальною медичною практикою та отримують додаткову підготовку з остеопатії та маніпуляцій від людей, яких називають остеопатами і які використовують остеопатію у вигляді обмеженої системи практик поза Північною Америкою. Незважаючи на це, численні лікарі-остеопати у США все ще використовують термін «остеопат». Існує міжнародна організація для фахівців — Всесвітня Організація Остеопатичного Здоров'я (WOHO), членство у якій дозволено як для остеопатів-«мануальних терапевтів обмеженого масштабу», так і для лікарів-остеопатів «…які мають повноцінну медичну практику». Так само існує міжнародна над-організація, яка поєднує національні асоціації остеопатів та асоціації остеопатів-лікарів, регулюючі органи, університети/медичні школи, які пропонують остеопатичну та остеопатичну-медичну освіту. Її назва — Міжнародний Остеопатичний Альянс (OIA). Застосування остеопатії не завжди базується на наукових засадах, існує не дуже багато доказів того, що остеопатія є ефективною при лікуванні захворювань, відмінних від хвороб нижньої частини спини. Остеопатію та остеопатів не слід плутати з наукою про дослідження кісток — остеологією, та фахівцями-остеологами. [3] [4] [5] 

## Історія
Практичне застосування остеопатії розпочалося у США у 1874 році. Термін «остеопатія» було запропоновано Ендрю Тейлором Стілом (MD, DO). Стіл був терапевтом та хірургом[6][7], законодавцем у штаті Канзас [8], одним з лідерів цього штату та одним з засновників університету Бейкер.[9]
Він проживав неподалік від міста Болдуїн Сіті (штат Канзас) в часи Громадянської війни у США. У місті Болдуїн він і розпочав практику остеопатії. Стіл назвав власну нову школу у медицині «остеопатія», виходячи з міркувань, що «кістка, „остеон“ — є відправним пунктом при виникненні причин патологічних станів». Стіл заснував Американську школу остеопатії (нині Медичний університет ім. А. Т. Стіла) у місті Кірксвіль, штат Міссурі з метою викладання остеопатії 10 травня 1892 року. Незважаючи на те, що штатом Міссурі Стілу було надано право присуджувати ступінь MD (Доктор медицини), він залишився незадоволеним обмеженнями традиційної медицини і вирішив залишити назву ступеня «DO» — Доктор остеопатії.

## Розділи
На сьогодні склалося три основних напрямки остеопатії:
1. Вісцеральна остеопатія — Лікування механічних порушень органів у черевній, тазовій і грудній порожнинах.
2. Краніосакральна остеопатія — Остеопатична практика яка відноситься до лікування порушень структури черепа людини.
3. Структуральна остеопатія — Лікування кістково-суглобових порушень, що має багато спільного з практиками мануальних терапевтів.

З часом з остеопатії почали виділятися окремі види оздоровлення людини: краніосакральна терапія, біодинаміка, ортобіономія.

## Принципи
Медична філософія остеопатії визначається як поняття охорони здоров'я, яка передбачає ідею про єдність структури живого організму (анатомія) та його функцій (фізіологія).
Чотири основні принципи остеопатичної медицини такі:
1. Тіло — це єдність. Цілісна одиниця свідомості, тіла і духу («Людина — триєдина». Е. Т. Стіл).
2. Тіло має механізми саморегуляції, йому притаманна вроджена здатність до захисту, відновлення та самозмін.
3. Структура та функції взаємно пов'язані.
4. Раціональна терапія працює на основі попередніх трьох принципів.
Вказані принципи не розглядаються остеопатами як емпіричні закони: вони слугують, скоріше, для обґрунтування в остеопатичній філософії понять здоров'я та хвороби.

## Техніки остеопатичної терапії
Остеопатична маніпуляторна терапія (ОМТ) — це терапевтичне застосування ручної сили остеопатичним терапевтом (термін США) з метою поліпшення фізіологічної функції та/або підтримки гомеостазу, який попередньо було порушено через соматичну дисфункцію. Соматична дисфункція визначається як порушена або змінена функція пов'язаних компонентів соматичної системи (системи тіла): скелет, структури суглобів, міофасціальні структури та пов'язані з ними судинні, лімфатичні та нервові елементи. Гостра соматична дисфункція — це раптове, або короткотермінове погіршення або зміна функції пов'язаних компонентів соматичної (тілесної) основи. На ранніх стадіях вона характеризується появою вазолідації, едеми, чутливістю, болем та скороченням тканини. Її діагностують через історичну та пальпаторну оцінку чутливості, асиметрію рухів та відносних поз, обмеження руху та зміну структури тканини. Хронічна соматична дисфункція — це порушення, або зміна функції пов'язаних компонентів соматичної (тілесної) основи. Її характеризують чутливість, свербіння, фіброз, парестезія та скорочення тканини. Існують численні терапевтичні техніки, однак загалом методи ОМТ можна класифікувати як активні або пасивні, чи прямої та опосередкованої дії.
- Активний метод: техніка, при якій людина добровільно виконує рухи, вказані остеопатом.
- Пасивний метод: засновано на техніках, при яких пацієнт утримується від добровільного скорочення м'язів.
- Прямий метод (D/DIR): стратегія остеопатичної терапії, при якій досягається межа спротиву, а в кінці застосовується активуюча сила щоб зробити корекцію остеопатичної дисфункції.
- Непрямий метод (I/IND): техніка маніпуляції, при якій вивільняється межа спротиву, елемент тіла у стані дисфункції відводиться від межі поки не досягається однаковий тиск тканини в одній або у всіх площинах та напрямах.

## У світі
Професія остеопата має два відгалуження — не лікарські остеопати мануальної медицини та повноцінні лікарі-остеопати. Ці групи є настільки різними, що на практиці вони функціонують як окремі професії. Нещодавно відбувалися активні спроби розширення обміну та діалогу між ними. Регулювання нелікарської мануальної медицини остеопатії дуже різне у різних місцях. У Австралії, Великій Британії та Новій Зеландії діяльність остеопатів нелікарської мануальної медицини регулюється статутом, а практика потребує реєстрації у спеціальному органі влади. Міжнародний остеопатичний альянс видав вказівник по країнам, де вказано деталі реєстрації та права для здійснення практики. У певних країнах, таких як США та Канада вони не мають права ставити діагноз, оскільки це передбачено законом. У наступних розділах описано законний статус остеопатії та остеопатичної медицини у деяких країнах.
Австралія
Остеопати — це професіонали у галузі охорони здоров'я, до яких звертаються найперше. Вони виносять незалежні судження при огляді, діагностуванні, лікуванні, профілактиці щодо станів людського тіла в межах власної індивідуальної компетенції. Остеопати працюють у межах приватної практики, більшість основних постачальників страхових послуг покривають витрати на терапію, яку проводять остеопати. Три державних університетів Австралії присуджують ступені з остеопатії: Королівський інститут технології у Мельбурні (RMIT University), Університет Вікторія та Університет Південного Хреста. Рада остеопатії у Австралії є частиною Австралійської агенції з регулювання медичної практики.
Канада
Навчання остеопатичної медицини в Канаді не проводиться. Лікарі остеопатичної медицини/лікарі-остеопати, які пройшли підготовку в США ліцензуються як повноцінні лікарі провінційними радами лікарів та хірургів. Відповідно до медичного акту провінції Онтаріо «ніхто, окрім члена (зареєстрованого радою лікарів та хірургів) не може використовувати назви „лікар“ або „хірург“, їх варіанти або абревіатури іншою мовою.». Також ніхто, окрім члена вказаних організацій не може позиціонувати себе як людина, яка має кваліфікації для практики в Онтаріо як лікар, хірург, або з іншої медичної спеціальності". Участь у Раді лікарів та хірургів вимагає, щоб її члени були лікарями, які пройшли повноцінну медичну підготовку. Такі закони з захисту професійного титулу також існують у провінціях Альберта та Британська Колумбія. Канадська Остеопатична Асоціація представляє остеопатів у Канаді понад 80 років и виробила майже однорідне ліцензування по всій Канаді для медичних випускників, які були вивчені у США. Мануальна (не медична) остеопатія не є регульованою професією в Канаді. Канадська рада з екзаменування мануальної остеопатії (CMOEB) прагне «встановити і підтримати однорідні високі стандарти якості у професії мануальної остеопатії та освіті, в першу чергу, але не винятково через підготування та проведення для кваліфікованих аплікантів екзаменів вищої якості… а також просувати професію мануальної остеопатії у найліпших інтересах тестування з мануальної остеопатії». Мануальні остеопати, які проходять екзамени, проведені CMOEB мають дозвіл приєднуватися до міжнародної остеопатичної асоціації (ІОА) та отримувати реєстраційний сертифікат. Перший самовизначений коледж мануальної (не медичної) остеопатії у Канаді було відкрито у 1981 році. Зараз існує 7 колледжів мануальної остеопатії у Канаді. Викладання провадиться у Галіфаксі, Монреалі, Квебек-сіті, Торонто, Гамільтоні, Ванкувері, Оттаві, Лондоні (Онтаріо), Вінніпезі, Калгарі та Едмонтоні.
Європейський союз
Не існує єдиного регуляторного органу у практиці остеопатії та остеопатичної медицини в Європейському союзі. Все залежить від окремих країн. Генеральна рада з Остеопатії у Великій Британії — регулюючий орган, заснований відповідно до Акту про остеопатію від 1993 року, випустила засадничий документ щодо Європейського регулювання остеопатії. У Австрії та Швейцарії практикуючі остеопати є докторами медицини (MD) або фізіотерапевтами, які беруть додаткові курси з остеопатії після завершення їх медичної підготовки або фізіотерапевтичної підготовки.
Франція 
Остеопатія — це професія, визнана урядом, там існує захист титулу «autorisation d'utiliser le titre d'ostéopathe». Найбільш недавній ступінь з остеопатії було затверджено у 2007 році.
Німеччина
У Німеччині існують як остеопатія, так і остеопатична медицина. Існує різниця в остеопатичній освіті остеопатів не лікарів, фізіотерапевтів та медичних лікарів. Фізіотерапевти — це визнана професія галузі охорони здоров'я, вони можуть отримати ступінь «Диплом з остеопатичної терапії» (D.O.T.). Остеопати не лікарської медицини не потребують медичного ліцензування. Всього їх підготовка займає близько 1200 годин, приблизно половину з яких відведено на тренування з мануальної терапії та остеопатії без медичної спеціалізації до отримання ступеню. Остеопати не лікарської медицини у Німеччині офіційно працюють відповідно до закону «Heilpraktiker» (спеціаліст зі здоров'я). «Heilpraktiker» — це окрема професія в системі охорони здоров'я. В Німеччині існує багато шкіл з остеопатії. Більшість з них прагне визнання на національному рівні, хоча досі таке визнання відсутнє як явище. У Німеччині існують правила (на рівні країни), відповідно до яких особи (не лікарі) можуть називати себе Остеопатами. Лікарі остеопатичної медицини у Німеччині отримують ступінь «D.O.- DAAO» або «D.O.M.» від DAAO або DGOM відповідно. Лікарі остеопатичної медицини в Німеччині отримують повне ліцензування — принаймні 6,500 годин у медичних закладах впродовж 6 років, принаймні 7000 годин підготовки зі спеціальності, від 3 до 6 років, плюс мінімум 680 годин підготовки з мануальної медицини та остеопатії перед отриманням свого ступеня. Німецькі лікарі, які отримали позначку Dr. med., і які завершили свою медичну освіту та підготовку з професії у таких галузях, як загальна практика, ортопедія, неврологія, терапія, тощо можуть отримати Диплом з остеопатичної медицини: або DO-DAAO від DAAO (Німецько-американської академії остеопатії), DOM™ від DGOM (Німецького товариства хіротерапії та остеопатії) за умови дотримання додаткових освітніх вимог. Додаткова освіта передбачає програму на 320 годин з мануальної медицини та додатковий мінімум на 380 годин з остеопатичної медицини. Разом виходить мінімум 700 годин. Курс з остеопатичної медицини проводиться виключно для лікарів. Можливості для практики остеопатичних лікарів, які навчалися у США, в Німеччині не обмежуються. Іноземний лікар може податися на ліцензування у регіональних медичних органах, Міністерстві охорони здоров'я, яке представляє регіон, у якому аплікант бажає працювати. Регіональне міністерство охорони здоров'я має інформацію стосовно типів постачальників медичних послуг, яких потребує певний регіон і, відповідно до потреб, надає дозволи на працевлаштування ліцензованим лікарям в залежності від спеціалізації іноземного лікаря.
Нова Зеландія 
Практика остеопатії регулюється законом у відповідності до вимог Акту про компетенцію працівників охорони здоров'я від 2003 року, який набув чинності 18 вересня 2004 року. Відповідно до цього Акту законною вимогою для роботи є реєстрація у Остеопатичній раді Нової Зеландії [OCNZ] та щорічне отримання сертифіката практикуючого спеціаліста, який вона видає. Кожна з тринадцяти професій у галузі охорони здоров'я, які регулюються актом HPCA функціонує у відповідності до «Загальних Практик», які визначаються та публікуються відповідною професійною Радою. Остеопати у Новій Зеландії не є повністю ліцензованими лікарями. У Новій Зеландії, на додачу до загальних практик остеопати можуть також мати Практики Остеопатів при використанні Західної медичної акупунктури та споріднених технік голковколювання. У Новій Зеландії курс пропонується в Unitec. Австралазійські курси передбачають отримання ступеню бакалавра з клінічних дисциплін (Остеопатія), після цього йде ступінь магістра. Програма подвійного ступеня Unitec у Новій Зеландії — це кваліфікація, рекомендована OCNZ для реєстрації і здійснення практики. «Остеопат», відповідно до Австралійської кваліфікації, акредитований Остеопатичною Радою Австралії та Нової Зеландії також є рекомендованою кваліфікацією. Остеопати, які зареєстровані та беруть активну участь у Австралійській агенції з регулювання охорони здоров'я — Остеопатичній Раді Австралії, також можуть зареєструватися у Новій Зеландії відповідно до системи взаємного визнання, яка працює у цих двох країнах. Випускники програм цих двох країн повинні пройти процедуру відповідного оцінювання. Можливість практики для фахівців, які пройшли підготовку у США не обмежується за деякими виключеннями. Повна ліцензія на медичну практику видається на виключних засадах за результатами слухань у ліцензуючих органах Нової Зеландії. Регулюванням професійної діяльності лікарів-остеопатів у Новій Зеландії займаються як Медична Рада Нової Зеландії, так і Остеопатична Рада Нової Зеландії [OCNZ]. У країні відсутні визнані остеопатичні медичні школи.
Росія
У Росії медична остеопатія як метод затверджена Міністерством охорони здоров'я Російської Федерації. 20 грудня 2012 року було підписано наказ № 1183 н «Про утвердження номенклатури посад медичних працівників і фармацевтичних робітників», який набрав чинності 18 березня 2013 року. Цим наказом було затверджено нову посаду — «лікар-остеопат».
Україна
В Україні остеопатія та остеопатична медицина офіційно не регулюються. Офіційно не існує такої професії та спеціалізації як лікар-остеопат або остеопат. Підготовка лікарів-остеопатів у медичних навчальних закладах не здійснюється. Проте провідні остеопатичні школи здійснюють навчання фахівців остеопатії за європейськими та американськими програмами. Тому в Україні можна відновити здоров'я за допомогою остеопата в провідних медичних центрах.